# Єльцовка (Троїцький район)
Єльцо́вка (рос. Ельцовка) — село у складі Троїцького району Алтайського краю, Росія. Входить до складу Хайрюзовської сільської ради.

## Населення
Населення — 662 особи (2010; 718 у 2002).
Національний склад (станом на 2002 рік):
- росіяни — 93 %